# Diplobatis colombiensis
La raya eléctrica colombiana o torpedo colombiano (Diplobatis colombiensis) es una especie de pez de la familia Narcinidae, endémico del mar Caribe colombiano.

## Distribución y hábitat
Vive en el Atlántico occidental tropical, en un área restringida del mar Caribe colombiano, en la plataforma continental, a profundidades de entre 30 a 100 m. La región que habita se caracteriza por el fondo de arena dura con zonas de barro blando y áreas con desarrollo de arrecifes de coral. La zona tiene limitadas fluctuaciones de la salinidad. Se encuentra amenazada por la pesca de arrastre.

## Descripción
Mide 17 cm de longitud. Margen del disco gruesa y suave; superficie dorsal color canela; manchas color marrón que van desde una cuarta parte al tamaño de las órbitas de los ojos, dispuestas bastante simétricamente en el disco, las aletas pectorales y la cola.